# إدارة الصحة والسلامة
إدارة الصحة والسلامة أو السلطة التنفيذية للصحة والسلامة (بالإنجليزية: Health and Safety Executive)‏ هي هيئة عامة غير إدارية تأسست في 1 يناير 1975 في المملكة المتحدة ويقع مقرها في ليفربول، إنجلترا.
هي وكالة حكومية بريطانية مسؤولة عن تشجيع وتنظيم وإنفاذ الصحة والسلامة والرفاهية في مكان العمل، والبحث في المخاطر المهنية في بريطانيا العظمى. وهي هيئة عامة غير وزارية [الإنجليزية] في المملكة المتحدة ومقرها الرئيسي في بوتل [الإنجليزية]، إنجلترا. في أيرلندا الشمالية، تقع هذه الواجبات على عاتق الهيئة إدارة الصحة والسلامة في أيرلندا الشمالية [الإنجليزية]. تم إنشاء إدارة الصحة والسلامة بواسطة قانون الصحة والسلامة في العمل وما إلى ذلك لعام 1974 [الإنجليزية]، ومنذ ذلك الحين استوعب هيئات تنظيمية سابقة مثل مفتشية المصنع ومفتشية السكك الحديدية على الرغم من نقل مفتشية السكك الحديدية إلى مكتب السكك الحديدية والطرق [الإنجليزية] في أبريل 2006. يتم رعاية الصحة والسلامة والبيئة من قبل قسم العمل والمعاشات. كجزء من عملها، تحقق إدارة الصحة والسلامة في الحوادث الصناعية، الصغيرة والكبيرة، بما في ذلك الحوادث الكبرى مثل الانفجار والحريق في مستودع نفط بونسفيلد [الإنجليزية] في 2005. على الرغم من أنها كانت تقدم تقاريرها سابقًا إلى هيئة الصحة والسلامة [الإنجليزية]، في 1 أبريل 2008، تم دمج الهيئتين.

## المهام
واجبات السلطة التنفيذية هي:
- مساعدة وتشجيع الأشخاص المعنيين بالأمور ذات الصلة بتشغيل أهداف قانون الصحة والسلامة في العمل وما إلى ذلك لعام 1974 [الإنجليزية]
- اتخاذ الترتيبات اللازمة وتشجيع البحث والنشر والتدريب والمعلومات المتعلقة بعملها.
- اتخاذ الترتيبات اللازمة لتأمين الإدارات الحكومية، وأصحاب العمل، والموظفين، والمنظمات الممثلة لكل منهم، وغيرهم من الأشخاص الذين يتم تزويدهم بالمعلومات والخدمات الاستشارية ويتم إطلاعهم وإبلاغهم بشكل كاف بشأن هذه الأمور.
- اقتراح لوائح الصحة والسلامة [الإنجليزية].

والسلطة التنفيذية مُلزمة كذلك بإبقاء وزير الخارجية على علم بخططها وضمان التوافق مع سياسات وزير الخارجية، مع تفعيل أي توجيهات تُعطى لها. يمكن لوزير الخارجية إعطاء التوجيهات للسلطة التنفيذية.
تم نقل مفتشية السكك الحديدية إلى إدارة الصحة والسلامة في عام 1990. في 1 أبريل 2006 توقفت السلطة التنفيذية عن تحمل المسؤولية عن سلامة السكك الحديدية، عندما تم نقل إدارة التفتيش على السكك الحديدية إلى مكتب تنظيم السكك الحديدية (الآن مكتب السكك الحديدية والطرق).
المدير التنفيذي هو المسؤول عن الخدمة الاستشارية الطبية للتوظيف [الإنجليزية]، والتي تعمل كجزء من مديرية العمليات الميدانية.

## الهيكل والمسؤوليات
السلطات المحلية [الإنجليزية] مسؤولة عن إنفاذ تشريعات الصحة والسلامة في المتاجر والمكاتب وأجزاء أخرى من قطاع الخدمات.
تشمل الوكالات التي تنتمي إلى إدارة الصحة والسلامة:

### قسم العلوم التنفيذية للصحة والسلامة
يعمل قسم العلوم التنفيذية للصحة والسلامة (معمل الصحة والسلامة [الإنجليزية] (بالإنجليزية: Health & Safety Laboratory)‏)، الموجود في بوكستون (إنجلترا) [الإنجليزية]، ديربيشاير، على أكثر من 350 شخصًا بما في ذلك العلماء والمهندسين وعلماء النفس وعلماء الاجتماع والمهنيين الصحيين والمتخصصين التقنيين.
تم تأسيسها في عام 1921 تحت إشراف مجلس أبحاث السلامة في المناجم لإجراء اختبارات واسعة النطاق تتعلق بمخاطر التعدين. بعد تشكيل HSE، في عام 1975 أصبحت المرافق مختبر هندسة السلامة ومختبر أبحاث الانفجار واللهب، تعمل كجزء من قسم خدمة مختبرات البحث في إدارة الصحة والسلامة. في عام 1995 تم تشكيل معمل الصحة والسلامة، بما في ذلك موقع بوكستون والمختبرات في شيفيلد. في عام 2004 انتقلت أنشطة شيفيلد إلى بكستون، وتولت جامعة شيفيلد موقع مختبر شيفيلد.
وهي تعمل الآن كوكالة تجري أبحاثًا وتحقيقات علمية (على سبيل المثال بشأن حريق مستودع نفط بونسفيلد [الإنجليزية]) لصالح الصحة والسلامة والبيئة والوكالات الحكومية الأخرى والقطاع الخاص.

### مفتشية صاحبة الجلالة للمناجم
مفتشية صاحبة الجلالة للمناجم مسؤولة عن التنفيذ الصحيح والتفتيش على إجراءات العمل الآمن في جميع أعمال المناجم في المملكة المتحدة. يقع مقرها في شيفيلد، جنوب يوركشاير.

### قسم السلامة البحرية
تم إنشاء قسم السلامة البحرية (OSD) كقسم داخل إدارة الصحة والسلامة في أبريل 1991. كان هذا استجابة لتوصيات تحقيق كولين في كارثة بايبر ألفا في 6 يوليو 1988. في وقت وقوع الكارثة، كانت وزارة الطاقة (DEn) مسؤولة عن كل من الإنتاج والسلامة البحرية؛ كان يُنظر إلى هذا على أنه ينطوي على تضارب في المصالح. تم تعيين الدكتور توني باريل، مدير قسم التكنولوجيا وتلوث الهواء في الصحة والسلامة والبيئة، الرئيس التنفيذي لقسم السلامة البحرية، بعد أن تم إعارته سابقًا إلى وزارة الطاقة لقيادة نقل المسؤوليات. في الوقت نفسه، تم نقل الإشراف الوزاري من وزارة الطاقة إلى إدارة التوظيف. أصدر قانون السلامة في الخارج لعام 1992 قانون الأعمال المعدنية (المنشآت البحرية) لعام 1971 ولوائحه الفرعية الأحكام القانونية ذات الصلة بقانون الصحة والسلامة في العمل وما إلى ذلك، قانون 1974. تضمنت المسؤوليات الأولية لمكتب المفتش العام وضع لوائح حالة السلامة؛ مراجعة شاملة لتشريعات السلامة الحالية والتحرك نحو وضع نظام تنظيمي لتحديد الأهداف. أصبح قسم السلامة البحرية جزءًا من إدارة المنشآت الخطرة الجديدة في إدارة الصحة والسلامة في عام 1999؛ أصبحت جزءًا من قسم الطاقة الجديد في عام 2013.

### سجل مستشاري السلامة والصحة المهنية
تدير إدارة الصحة والسلامة حاليًا سجل مستشاري السلامة والصحة المهنية [الإنجليزية]، وهو سجل مركزي لمستشاري السلامة المسجلين داخل المملكة المتحدة. نية الصحة والسلامة والبيئة هي نقل مسؤولية تشغيل السجل إلى الهيئات التجارية والمهنية ذات الصلة بمجرد أن يتم تشغيل السجل.

## شؤون الموظفين

### المدراء العامين لإدارة الصحة والسلامة
قائمة المدراء العامين:
- يناير 1975 - ديسمبر 1983: جون هوارد لوك [الإنجليزية] سي بي (من مواليد 26 ديسمبر 1923، ت 26 سبتمبر 1998)
- يناير 1984 - 30 يونيو 1995: جون ديفيد ريمنجتون سي بي (من مواليد 27 يونيو 1935)
- 3 يوليو 1995 - 30 سبتمبر 2000: جينيفر (جيني) هيلين بيكون سي بي (من مواليد 16 أبريل 1945)
- 1 أكتوبر 2000 - نوفمبر 2005: تيموثي ووكر سي بي (من مواليد 27 يوليو 1945)
- نوفمبر 2005 - 31 مارس 2008: جيفري جون فريمان بودجر سي بي (من مواليد 3 أغسطس 1952)

### نواب المدراء العامين لإدارة الصحة والسلامة
- (لويس) أودري بيتوم سي بي (مواليد 1918، ت. 1990) 1975-78
- بريان هيو هارفي (مواليد 1914، د 2004) 1975-76
- جيمس كارفر (مواليد 1916، د. 2007) 1976-77
- إريك ويليامز (مواليد 1915، د 1980) 1975-1976
- (هربرت) جون دونستر سي بي (مواليد 1922، ت 2006) 1976-1982
- دكتور كينيث بلايفير دنكان (مواليد 1924، ت. 1999) 1982-84
- ديفيد تشارلز توماس إيفز سي بي (مواليد 1942) 1989-2002
- جيني هيلين بيكون سي بي (مواليد 1945) 1992-95
- ريتشارد هيلير سي بي 1996-2001
- كيت تيمز 2001-04
- (جيمس) جاستن مكراكين (مواليد 1955) 2002-08
- جوناثان ريس 2004-08

تم دمج إدارة الصحة والسلامة ولجنة الصحة والسلامة في 1 أبريل 2008.

### الرئيس والمدير التنفيذي لإدارة الصحة والسلامة
الرئيس:
- السيدة جوديث إليزابيث هاكيت (مواليد 1 ديسمبر 1954) 1 أبريل 2008 - 31 مارس 2016
- جورج بريشين الرئيس المؤقت أبريل 2016
- مارتن تمبل 1 مايو 2016 - حتى الآن

الرؤساء التنفيذيون:
- جيفري جون فريمان بودجر (من مواليد 3 أغسطس 1952) 1 أبريل 2008 - 31 أغسطس 2013
- (دينيس) كيفن مايرز (من مواليد 30 سبتمبر 1954) القائم بأعمال الرئيس التنفيذي 1 سبتمبر 2013 - 9 نوفمبر 2014
- ريتشارد جادج (من مواليد 2 نوفمبر 1962) 10 نوفمبر 2014 - 17 أغسطس 2018[15]
- ديفيد سنوبول الرئيس التنفيذي بالإنابة 15 يونيو 2018 - 1 سبتمبر 2019[15] [16]
- سارة ألبون 1 سبتمبر 2019 - حتى الآن[16]

### رؤساء قسم السلامة البحرية
- الدكتور أنتوني (توني) تشارلز باريل (مواليد 1933)، أبريل 1991 - يونيو 1994
- رودريك ستيوارت أليسون (مواليد 1936)، (الرئيس التنفيذي) يوليو 1994 - 1996
- الدكتور ألان دوغلاس سيفتون (مواليد 1945)، 1996 - يونيو 2000
- تاف باول، يونيو 2000 - ديسمبر 2005
- إيان ويويل، يناير 2006 - أكتوبر 2009
- ستيف ووكر، أكتوبر 2009 - مارس 2013

## نقد
كانت بعض الانتقادات الموجهة إلى الصحة والسلامة والبيئة هي أن إجراءاتها غير كافية لحماية السلامة. على سبيل المثال، انتقد التحقيق العام الذي أجراه اللورد جيل في انفجار مصنع ستوكلاين للبلاستيك [الإنجليزية] إدارة الصحة والسلامة والبيئة «لتقديرها غير الكافي للمخاطر المرتبطة بأنابيب غاز البترول المدفونة... والفشل في إجراء زيارات للفحص بشكل صحيح». ومع ذلك، فإن معظم الانتقادات الموجهة إلى إدارة الصحة والسلامة هي أن لوائحها واسعة النطاق وخانقة وجزء من الدولة الحاضنة. زعمت الديلي تلغراف أن الصحة والسلامة والبيئة هي جزء من " ثقافة التعويض [الإنجليزية]"، وأنها غير ديمقراطية وغير خاضعة للمساءلة، وأن قواعدها تكلف الوظائف.
ومع ذلك، فإن الصحة والسلامة والبيئة تنفي هذا، قائلة إن الكثير من الانتقادات في غير محلها لأنها تتعلق بأمور خارج اختصاص الصحة والسلامة والبيئة. كما ردت إدارة الصحة والسلامة والبيئة على الانتقادات بنشر قسم "أسطورة الشهر" على موقعها على الإنترنت بين عامي 2007 و 2010، والذي وصفته بأنه "فضح الأساطير المختلفة حول" الصحة والسلامة ". لقد أصبحت هذه قضية سياسية في المملكة المتحدة. أوصى تقرير لورد يونغ [الإنجليزية]، الذي نُشر في أكتوبر 2010، بإصلاحات مختلفة تهدف إلى "تحرير الشركات من الأعباء البيروقراطية غير الضرورية والخوف من الاضطرار إلى دفع مطالبات التعويضات غير المبررة والرسوم القانونية".

## مناطق التنظيم
تركز إدارة الصحة والسلامة على تنظيم الصحة والسلامة في قطاعات الصناعة التالية:
- الزراعة
- النقل الجوي
- القوات المسلحة
- التموين والضيافة
- صناعة البناء
- موسساتالتاج
- صناعات التصنيع والتخزين الكيميائي
- الغوص الاحترافي
- أحوض بناء السفن
- قطاع التعليم مثل المدارس
- قطاع الهندسة
- الترفيه
- قسم الأطفاء [الإنجليزية]
- صناعة الأغذية والمشروبات
- صناعات الأحذية والجلود
- النقل
- الخدمات الصحية مثل المستشفيات
- إمدادات وتركيب الغاز: سجل الغاز الآمن [الإنجليزية]
- المغاسل وتنظيف الجاف
- التعدين
- إصلاح السيارات
- عمل مكتبي
- منشآت النفط والغاز البحرية
- صناعة الورق والكرتون
- مبيد آفات
- قوات شرطة
- شركات الطباعة
- الخدمة العمومية
- صناعة المحاجر
- مصانع تدوير النفايات وإدارة المخلفات
- مصانع النسيج

## روابط خارجية
- الموقع الرسمي
- معمل الصحة والسلامة